# Каролін (Ленчинський повіт)
Каролін (пол. Karolin) — село в Польщі, у гміні Ленчна Ленчинського повіту Люблінського воєводства.
Населення — 122 особи (2011).
У 1975-1998 роках село належало до Люблінського воєводства.

## Демографія
Демографічна структура станом на 31 березня 2011 року:
|          | Загалом | Допрацездатний вік | Працездатний вік | Постпрацездатний вік |
| -------- | ------- | ------------------ | ---------------- | -------------------- |
| Чоловіки | 58      | 15                 | 31               | 12                   |
| Жінки    | 64      | 12                 | 32               | 20                   |
| Разом    | 122     | 27                 | 63               | 32                   |